# Hesychotypa dola
Hesychotypa dola är en skalbaggsart som beskrevs av Dillon 1945. Hesychotypa dola ingår i släktet Hesychotypa och familjen långhorningar. Inga underarter finns listade i Catalogue of Life.